# Pwd
En sistemes operatius similars a Unix i en alguns altres, l'ordre pwd (print working directory, en català imprimir el directori de treball) escriu la ruta completa del directori de treball actual a la sortida estàndard.